# Diretório Revolucionário 13 de Março

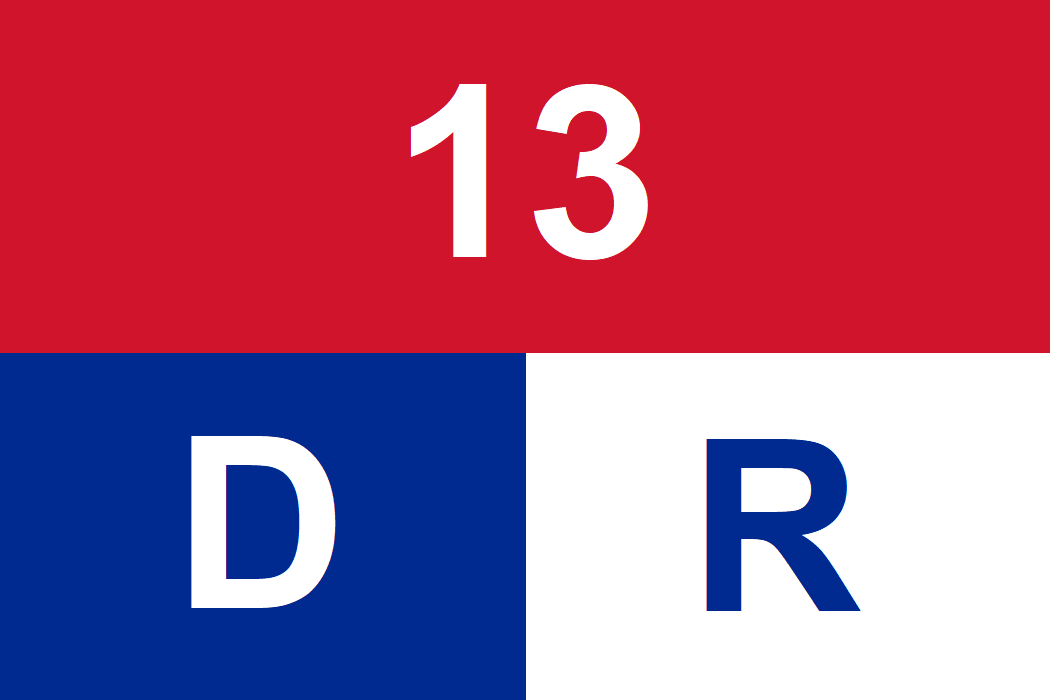
Bandeira do Directorio Revolucionario 13 de marzo.

O Diretório Revolucionário 13 de Março (em castelhano:  Directorio Revolucionario 13 de marzo) foi uma organização revolucionária cubana fundada em 24 de fevereiro de 1956 como Directorio Revolucionario por José Antonio Echeverría, presidente da Federação Estudantil Universitária, juntamente com Fructuoso Rodríguez, Faure Chomón e Joe Westbrook. Um de seus membros mais proeminentes foi José Luis Gómez Wangüemert Maíquez.
Em 13 de março de 1957 o Directorio Revolucionário (DR) realiza o ataque ao Palácio Presidencial, que servia de guarida ao ditador Fugêncio Batista e em sua ação simultânea toma a emissora "Radio Reloj" onde José Antonio Echeverría, presidente da Federação Estudantil Universitária (FEU) e secretário geral do DR, dirige uma locução ao povo para informar do feito. O objetivo principal era assassinar o ditador, plano este que foi frustrado.
Depois desta ação, a organização revolucionária dos estudantes universitários havaneses reorganizou suas fileiras e incorporou a data ao seu nome inicial e começou então a chamar-se Diretório Revolucionário 13 de Março.
Em 8 de fevereiro de 1958 forças do Diretório Revolucionário 13 de Março desembarcaram na praia Santa Rita, na baia de Nuevitas, com um importante carregamento de armas que lhes permitiram abrir uma frente guerrilheira nas montanhas de Escambray. À frente da expedição vinha Faure Chomón Mediavilla, novo secretário geral da organização revolucionária.
Em 1961, após o sucesso da revolução, a organização, conjuntamente com o outros dois grupos revolucionários que participaram da Revolução Cubana - Movimento 26 de Julho e Partido Socialista Popular - formaram as Organizacões Revolucionárias Integradas (ORI), base do Partido Comunista Cubano (1965).